# 近代文学賞
近代文学賞（きんだいぶんがくしょう）は、雑誌『近代文学』を母体として1960年から5年間行われた文学賞である。
1960年『近代文学』同人の藤枝静男が匿名で年間5万円を提供し、平野謙、本多秋五、荒正人らによって選考され5年続いたが『近代文学』の終刊により終った。

## 受賞作
- 第1回（1960年）吉本隆明「アクシスの問題、転向ファシストの詭弁」
- 第2回（1961年）立原正秋「八月の午後」その他の短編[注釈 1]、草部和子「硝子の広場」
- 第3回（1962年）清水信「作家論シリーズ」
- 第4回（1963年）辻邦生「廻廊にて」
- 第5回（1964年）中田耕治「ボルジアの人々」、龍野咲人「火山灰の道」